# 320
320 (CCCXX na numeração romana) foi um ano bissexto do século IV do Calendário Juliano, da Era de Cristo, suas letras dominicais foram C e B (52 semanas), teve início a uma sexta-feira e terminou a um sábado.
| Ano completo                          |
| ------------------------------------- |
| Ano bissexto com início à sexta-feira |

## Eventos
- 25 de Dezembro é instituído como o aniversário de Jesus Cristo.

### Ocidente
- Celeia, hoje Celje, na Eslovénia é incorporada com Aquileia como cidade.

### Extremo Oriente
- Chandragupta I funda a dinastia Gupta no norte da Índia.

### Áfricae outras regiões
- Os Hunos aparecem na Pérsia.
- Donato repudia a aliança entre o Estado e a Igreja. Ver Donatismo.
- Ezana torna-se rei de Aksoum (na Etiópia).

## Nascimentos
- Constâncio II (Flavius Julius Constans) Imperador romano de 337 - 350.
- Flaviano I, Patriarca de Antioquia

## Mortes
- Lactâncio, teólogo Cristão.